# 가와사키 닌자 125
가와사키 닌자 125(영어: Kawasaki Ninja 125)는 가와사키 중공업에서 2018년부터 생산 중인 모터사이클이자 청구된 11 kW (15 hp)를 생성하는 125 cc (7.6 cu in) 단기통 엔진으로 구동되는 모터사이클이다.
이 모델은 닌자 250SL에 이어 4행정 기관 싱글을 보유한 두 번째 스포츠 바이크이다.

## Z125
2018년에 도입된 가와사키 Z 바이크로 주로 트림이 닌자와 다르다. 청구된 11 kW (14.8 hp; 15.0 PS)를 생성하는 125 cc (7.6 cu in) 단기통 엔진으로 구동된다.